# Bruno Maini
Bruno Maini (9. leden 1908, Bologna, Italské království – 30. květen 1992, Bologna, Itálie) byl italský fotbalový útočník a později i trenér rodného klubu Boloňa.

## Kariéra
Téměř celou svou fotbalovou kariéru strávil v Boloni, kde hrál mezi roky 1926 až 1941 (kromě sezony 1928/29). Poslední dva roky odehrál za Ferraru. S rodným klubem vyhrál čtyři tituly (1935/36, 1936/37, 1938/39 a 1940/41) a dvakrát byl členem mužstva u vítězství o Středoevropský pohár (1932 a 1934). Navzdory klubových úspěchů, nikdy nebyl povolán do Itálské reprezentace. V lize za Rossoblù odehrál 291 utkání a vstřelil 89 branek.

## Hráčská statistika
| Sezóna            | Klub              | Liga              | Liga   | Liga | Ligové poháry | Ligové poháry | Ligové poháry | Kontinentální poháry | Kontinentální poháry | Kontinentální poháry | Celkem | Celkem |
| Sezóna            | Klub              | Soutěž            | Zápasy | Góly | Soutěž        | Zápasy        | Góly          | Soutěž               | Zápasy               | Góly                 | Zápasy | Góly   |
| ----------------- | ----------------- | ----------------- | ------ | ---- | ------------- | ------------- | ------------- | -------------------- | -------------------- | -------------------- | ------ | ------ |
| 1925/26           | Boloňa            | 1. divize         | 0      | 0    | -             | 0             | 0             | -                    | 0                    | 0                    | 0      | 0      |
| 1926/27           | Boloňa            | 1. divize         | 6      | 2    | -             | 0             | 0             | -                    | 0                    | 0                    | 6      | 2      |
| 1927/28           | Boloňa            | 1. divize         | 2      | 0    | -             | 0             | 0             | -                    | 0                    | 0                    | 2      | 0      |
| 1928/29           | Livorno           | 1. divize         | 27     | 18   | -             | 0             | 0             | -                    | 0                    | 0                    | 27     | 18     |
| 1929/30           | Boloňa            | Serie A           | 29     | 20   | -             | 0             | 0             | -                    | 0                    | 0                    | 29     | 20     |
| 1930/31           | Boloňa            | Serie A           | 29     | 14   | -             | 0             | 0             | -                    | 0                    | 0                    | 29     | 14     |
| 1931/32           | Boloňa            | Serie A           | 33     | 19   | -             | 0             | 0             | Stř.P                | 4                    | 3                    | 37     | 22     |
| 1932/33           | Boloňa            | Serie A           | 33     | 4    | -             | 0             | 0             | -                    | 0                    | 0                    | 33     | 4      |
| 1933/34           | Boloňa            | Serie A           | 30     | 5    | -             | 0             | 0             | Stř.P                | 8                    | 4                    | 38     | 9      |
| 1934/35           | Boloňa            | Serie A           | 25     | 6    | -             | 0             | 0             | -                    | 0                    | 0                    | 25     | 6      |
| 1935/36           | Boloňa            | Serie A           | 23     | 4    | IP            | 1             | 0             | Stř.P                | 2                    | 1                    | 26     | 5      |
| 1936/37           | Boloňa            | Serie A           | 11     | 2    | IP            | 1             | 0             | Stř.P                | 1                    | 0                    | 13     | 2      |
| 1937/38           | Boloňa            | Serie A           | 22     | 11   | IP            | 3             | 3             | -                    | 0                    | 0                    | 25     | 14     |
| 1938/39           | Boloňa            | Serie A           | 17     | 1    | -             | 0             | 0             | Stř.P                | 4                    | 2                    | 21     | 3      |
| 1939/40           | Boloňa            | Serie A           | 18     | 0    | IP            | 1             | 0             | -                    | 0                    | 0                    | 19     | 0      |
| 1940/41           | Boloňa            | Serie A           | 13     | 1    | IP            | 1             | 0             | -                    | 0                    | 0                    | 14     | 1      |
| Celkem za Boloňu  | Celkem za Boloňu  | Celkem za Boloňu  | 291    | 89   | -             | 7             | 3             | -                    | 19                   | 10                   | 317    | 102    |
| 1941/42           | Ferrara           | Serie C           | 22     | 3    | -             | 0             | 0             | -                    | 0                    | 0                    | 22     | 3      |
| 1942/43           | Ferrara           | Serie C           | 13     | 1    | -             | 0             | 0             | -                    | 0                    | 0                    | 13     | 1      |
| Celkem za Ferraru | Celkem za Ferraru | Celkem za Ferraru | 35     | 4    | -             | 0             | 0             | -                    | 0                    | 0                    | 35     | 4      |
| Celkem za kariéru | Celkem za kariéru | Celkem za kariéru | 353    | 111  | -             | 7             | 3             | -                    | 19                   | 10                   | 379    | 124    |

## Hráčské úspěchy

### Klubové
- 4× vítěz italské ligy (1935/36, 1936/37, 1938/39, 1940/41)
- 2× vítěz středoevropského poháru (1932, 1934)